# Echobelly
Echobelly es una banda británica de Rock formada a mediados de la década de los 90 por la cantante Sonya Madan y el guitarrista sueco Glenn Johansson. Alcanzaron gran popularidad gracias a sus álbumes Everyone's Got One (1994) y On (1995).

## Historia
La vocalista Sonya Madan nació en Delhi (India) aunque se mudó a Londres cuando a penas contaba dos años. Durante su infancia y juventud fue educada en los rígidos valores tradicionales de su comunidad, haciendo de la música rock un tema taboo. Estudió psicología en la City of London Polytechnical y fue en esta época cuando asistió por primera vez a un concierto de Rock. En 1993 conoció en un pub al guitarrista sueco Glenn Johansson, que había llegado a Londres con la idea de iniciar su carrera musical y le expresó su deseo de cantar en una banda. Junto al bajista Alex Keyser y al batería Andy Henderson, que había tocado en la banda de PJ Harvey, formaron Echobelly. Grabaron su primer EP Bellyache a finales de 1993 con la compañía independiente Pandemonium, con temas compuestos por Madan y Johansson. La guitarrista Debbie Smith se incorporó en 1994. 
La buena acogida de Bellyache ayudó a Echobelly a conseguir un contrato discográfico con el sello Rhythm King (subsidiario de Epic Records). En junio de 1994 publicaron el sencillo "I Can't Imagine the World Without Me" y comenzaron a grabar el álbum Everyone's Got One que vio la luz el 25 de octubre de ese mismo año. El álbum alcanzó en número 8 en las listas de ventas británicas, en buena parte debido al éxito del tema "Insomniac", que fue incluido en la banda sonora de la película de los hermanos Farrelly, Dos tontos muy tontos.
La banda volvió a los estudios en 1995 para grabar su segundo trabajo, On, producido por Sean Slade y Paul Kolderie, quienes habían trabajado anteriormente con bandas como Hole y Radiohead. El nuevo álbum tuvo una gran acogida tanto por parte de la crítica como del público, alcanzando rápidamente las primeras posiciones en las listas de éxitos británicas y doblando las cifras de ventas de su anterior trabajo. 
Diversos problemas tanto de salud como legales interrumpieron la carrera musical de la banda entre 1995 y 1996. Sonya Madam tuvo un serio problema de tiroides durante la gira mundial del grupo que tras un tiempo superó, Alex Keiser dejó la banda por diferencias personales y artísticas con el resto de miembros y tuvieron además algunos problemas legales con la discográfica Rhythm King que finalmente abandonaron. Con la entrada de James Harris como nuevo bajista, grabaron Lustra, su tercer álbum, que se publicó en noviembre de 1997. Este nuevo lanzamiento no llegó a tener el éxito de sus anteriores trabajos y la guitarrista Debbie Smith abandonó el grupo poco después de su publicación. 
Tras varios años inactivos, la banda reapareció en 2001 con un cuatro álbum, People Are Expensive, publicado bajo su propio sello discográfico; Fry Up. Se extrajeron dos sencillos, "Tell Me Why" y "Kali Yuga". En 2004 lanzaron su quinto y último trabajo, Gravity Pulls, de nuevo bajo su propio sello.
El 9 de julio de 2009, Madan y Johansson reaparecieron en un concierto acústico en Mánchester donde repasaron parte del repertorio de Echobelly y presentaron nuevos temas. El dúo informó de la grabación y publicación de un nuevo trabajo de forma inminente bajo un nuevo nombre "Calm of Zero" con el que suelen actuar, aunque más tarde se informó de que vería la luz como Echobelly, sin que hasta la fecha se tenga noticia de su publicación. En 2011 y 2012 "Calm of Zero" publicó dos EPs acústicos titulados "Acoustic Sessions 1" y "Acoustic Sessions 2".
En una entrevista para la emisora Phoenix FM en mayo de 2013 comentaron que estaban buscando músicos para grabar bajo el nombre de Calm Of Zero.
El 21 de julio de 2014, la compañía independiente 3 Loop Music reeditó en doble CD los álbumes Everyone's Got One y On, incluyendo temas inéditos y grabaciones en directo. 
En octubre de 2015, Echobelly retornaron con éxito a los escenarios, presentándose en la sala Scala en Londres. El 31 de mayo de 2016, la banda anunció que se encontraban grabando un nuevo álbum de estudio, que fue publicado el 26 de mayo de 2017 con el título de Anarchy and Alchemy. En diciembre de 2018 publicaron el álbum recopilatorio Black Heart Lullabies.

## Discografía

### Álbumes
- Everyone's Got One (1994)
- On (1995)
- Lustra (1997)
- People Are Expensive (2001)
- Gravity Pulls (2004)[9]
- Anarchy and Alchemy (2017)

### Recopilatorios
- I Can't Imagine The World Without Me (2001)
- The Best Of Echobelly (2008)
- Black Heart Lullabies (2018)

### Sencillos
- "Bellyache" (noviembre de 1993)
- "Insomniac" (marzo de 1994) UK Singles Chart No. 47
- "I Can't Imagine the World Without Me" (junio de  1994) UK Singles Chart No. 39
- "Close… But" (octubre de 1994) UK Singles Chart No. 59
- "Great Things" (agosto de 1995) UK Singles Chart No. 13
- "King of the Kerb" (octubre de 1995) UK Singles Chart No. 25
- "Dark Therapy" (febrero de 1996) UK Singles Chart No. 20
- "The World is Flat" (agosto de 1997) UK Singles Chart No. 31
- "Here Comes the Big Rush" (octubre de 1997) UK Singles Chart No. 56
- "Digit" (enero de 2001)
- "Tell Me Why" (mayo de 2001) UK Singles Chart No. 111
- "Kali Yuga" (octubre de 2001) UK Singles Chart No. 175[9]